# Norman de Palm
Norman de Palm (Oranjestad, 2 maart 1948) is een Antilliaans oud-psycholoog, schrijver, regisseur en producent. Hij werkte in Curaçao en Nederland. Bij terugkeer richtte hij het Teatro Luna Blou op, wat hem in 2013 de onderscheiding met de Cola Debrotprijs opleverde. 

## Biografie

### Curaçao
Norman de Palm werd geboren op Aruba en groeide daar zijn eerste ongeveer tien jaar op. Zijn vader was afkomstig uit Curaçao en zijn moeder uit Nederland. Toen hij in de derde klas zat, verhuisden zijn ouders naar Curaçao.
Al op jonge leeftijd werd hij gefascineerd door sprookjes, sage's, mythe's en legendes, tot en met de Bijbelverhalen, vooral uit het Oude Testament met de strijd tussen goed en kwaad en een God waarmee niet te spotten viel.
Op zijn achttiende vertrok hij voor een studie klinische psychologie naar Nijmegen die hij met succes afrondde. Hij keerde terug en werkte op Curaçao als psycholoog. Hij was in zijn vrije tijd acteur. Het theater vormde een uitlaatklep voor hem, omdat zijn beroep hem heel zwaar viel en hij de problemen van zijn werk ook nog thuis met zich meedroeg. Zijn leven veranderde drastisch toen hij in 1976 op 28-jarige leeftijd Felix de Rooy ontmoette, die zijn grote liefde werd. In 1982 gingen ze samen naar de universiteit van New York, waar De Palm educational theatre studeerde en De Rooy filmregie. Hier sloot hij zijn studie af met een mastergraad.
Hij ging vanaf 1976 aan de slag bij de multiculturele stichting Ilushon Kosmiko die De Rooy had opgericht om film, theater en dans te maken. Ook gaven ze met de stichting boeken uit. In de regel schreef De Palm de stukken en werden ze geregisseerd door De Rooy. Vanaf 1979 speelde hij in de kort ervoor opgerichte The Theatre Players Curaçao met experimenteel taboedoorbrekend werk. In dat jaar acteerde hij in Equus dat geregisseerd werd door Herman Broesterhuizen. In 1981 hadden hij en De Rooy een succesvolle tournee met het toneelstuk Desirée over een vrouw die in een sekte terechtgekomen is.

### Amsterdam
In 1983 vestigden hij en De Palm zich in Amsterdam. Cosmic Illusion – later Cosmic Theater – richtten ze hier opnieuw op en vanuit dit initiatief zetten ze in 1997 het festival voor theaterschrijvers Hollandse Nieuwe op. Toen in 2009 Cosmic werd samengevoegd met Made in da Shade tot MC, ging het festival ook mee. De Palm heeft veel geschreven voor zowel de Nederlandse als Curaçaose Cosmic en ook voor andere regisseurs zoals John Leerdam.
De Palm richtte zich veel op multiculturele familiedrama's die hij op een alledaagse manier opzet. In een interview in 1996 omschreef hij dat als volgt: "Men tuttelt wat over het eten, over boodschappen doen, over het wel en wee van de kinderen. Ik wil geen freakshow: zoiets is mij te vrijblijvend." Zijn personages baseert hij vaak op mensen die hij uit zijn tijd op de Antillen kent.
Net als veel anderen uit de theaterwereld, richt hij zich met De Rooy medio jaren 1980 ook op film en televisie. Met Cosmic verfilmen ze Desirée en een aantal verhalen meer, zoals de meermaals bekroonde Almacita di Desolato uit 1986 en Ava & Gabriel uit 1990. De laatste werd onderscheiden met een Gouden Kalf en uitgeroepen tot beste film op filmfestivals in Curaçao, Amiens, Buenos Aires, Havana, Martinique en Puerto Rico. Verder produceerde hij Papa's Song uit 2000 en Zulaika uit 2003.
Van 2000 tot 2005 werkte hij in de werkplaats Grenzeloos Schrijven samen met Pim Wiersinga, Willy Westermann en de Stichting Schrijven. De stukken die binnen deze samenwerking werden geschreven werden uitgegeven in de bundels Grenzeloos Toneel.

### Terug op Curaçao
In 1997 richtte hij de Luna Blou op in Curaçao. In 2002 kwam hij definitief terug en begon aan de bouw van het Teatro Luna Blou in de wijk Otrobanda. Hiermee had hij een aanvulling willen bieden op het programma van Centro Pro Arte (CPA). Dat theater sloot echter onverwacht in 2001, waardoor Teatro Luna Blou het enige theater van Curaçao was tijdens de opening in 2003. Al meteen in het eerste jaar was de productie van Hulanda mi ta bai van Eligio Melfor een groot succes, zo groot zelfs dat dat jarenlang niet meer geëvenaard werd. De programmering werd aangevuld met producties en artiesten uit Nederland en acteurs en musici uit Curaçao. Op 28 november 2005 opende hij bij het theater de jeugdtheaterwerkplaats La Tentashon Performing Arts Acadamy. In 2013 is hij 65 jaar oud geworden. Een kleine twee maand na zijn verjaardag, op 26 april 2013, nam hij afscheid als directeur en werd hij opgevolgd door Segni Bernadina.

## Onderscheidingen
Op haar 75-jarig bestaan, in 2011, onderscheidde de Klínika Capriles in Willemstad vier personen, onder wie De Palm. Deze onderscheiding kreeg hij nog vanwege zijn periode als psycholoog, toen hij deel uitmaakte van een behandelingsproject dat ook decennia later nog gewaardeerd werd als een groot succes, met keuzes die rekening hielden met de Antilliaanse cultuur en non-verbale therapieën.
Op 3 mei 2013 ontving Norman de Palm de prestigieuze Cola Debrotprijs voor zijn bijdrage aan de theatercultuur. Die waardering steeg vooral toen hij La Tentashon opzette, dat in de tijd erna een nieuwe generatie theatermakers voortbracht met jongeren die het lukte om door te studeren aan verschillende theaterscholen. Daarnaast kreeg hij de prijs voor het stimuleren van het Papiamentstalige toneel in Curaçao.